# Medaille „Für hervorragende Leistungen im Fünfjahrplan“
Die Medaille „Für hervorragende Leistungen im Fünfjahrplan“ war in der Deutschen Demokratischen Republik (DDR) eine nichtstaatliche Auszeichnung der Freien Deutschen Jugend (FDJ), welche 1952 bis 1959 in einer Stufe verliehen wurde. Die Verleihung der Medaille erfolgte an Einzelpersonen, insbesondere für die Überfüllung der gestellten Normen Fünfjahrplan.

## Geschichte
Die Medaille „Für hervorragende Leistungen im Fünfjahrplan“ wurde 1952 als Ersatz für den bis dahin verliehenen Ehrentitel Jungaktivist gestiftet. 1959 wurde die Verleihung der Medaille eingestellt und der Ehrentitel Jungaktivist erneuert.

## Aussehen und Trageweise
Die gold schimmernde Medaille zeigt auf ihrem Avers mittig die Darstellung einer Fabrikanlage sowie landwirtschaftliche Produktionsbetriebe. Umschlossen wird diese Symbolik von der Umschrift: FÜR HERVORRAGENDE LEISTUNGEN IM FÜNFJAHRPLAN. Die Trennung zwischen Umschrift und mittiger Symbolik wird durch einen Ährenkranz sowie den Ausschnitt eines Industrierades mit Zähnen bestimmt. Am oberen rechten Rand der Medaille ist ein FDJler dargestellt, der in seiner rechten Hand eine wehende blau emaillierte FDJ-Fahne in den Händen hält. Sowohl Kopf des Aktivisten als auch die Flagge reichen über den Rand der Medaille heraus. Insgesamt ist die Medaille 41 mm hoch und war bis 1954 auf der Rückseite nummeriert.
Getragen wurde die Medaille an der linken oberen Brustseite des Beliehenen an einer von 1952 bis 1953 bandbezogenen blauen Spange. In dieses Band waren zwei schwarz-rot-goldene Mittelstreifen eingewebt, die 4 mm vom Saum entfernt stehen. Zusätzlich war eine goldene waagerechter Spange mit eingeprägter Jahreszahl 1952 oder 1953, dem Jahr der Verleihung aufgebracht. 
Etwa Mitte 1953 wurde die Verleihung der bandbezogenen Spange durch eine hellblau emaillierte Spange mit eingeprägter Jahreszahl ersetzt. Diese gibt es mit den Jahreszahlen 1953 bis 1959. Ferner wurde in diesem Zusammenhang das Layout der Medaille geringfügig geändert. Diese Änderungen betreffen die Darstellung der FDJ-Fahne, des Aktivisten sowie der Industriesymbolik.